# Liste des distinctions du 14e dalaï-lama

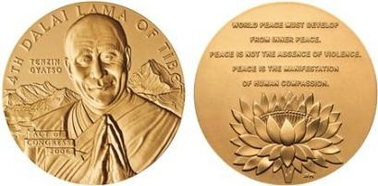
La médaille d'or du Congrès a été décernée à Tenzin Gyatso en 2006 par un vote du Congrès des États-Unis d'Amérique

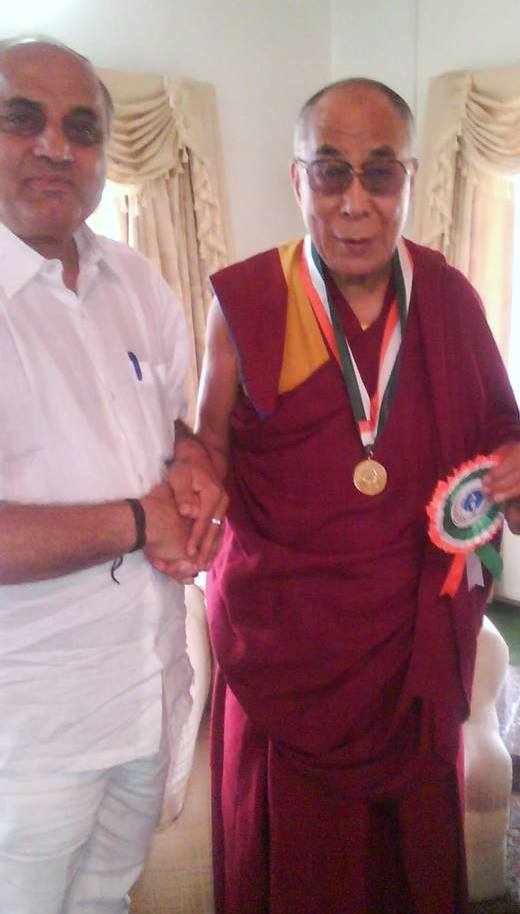
La Mahatma Gandhi Seva Medal remise à Tenzin Gyatso en 2012 par S. P. Varma

Le 14e dalaï-lama a reçu de nombreux prix en raison de ses engagements et activités spirituelles, politiques, écologiques et humanitaires dans le monde,.
Le 22 juin 2006, il est devenu la troisième personnalité à avoir reçu la citoyenneté canadienne honoraire du gouverneur général du Canada. Le 28 mai 2005, il reçoit le prix Christmas Humphreys de la Société bouddhiste du Royaume-Uni. Le 27 septembre 2006, la médaille d'or du Congrès, la plus haute distinction civile américaine, lui est décernée par un vote du Congrès des États-Unis d'Amérique. Elle lui est remise lors d'une cérémonie le 17 octobre 2007. Parmi les distinctions les plus remarquables, le prix Ramon Magsaysay, lui a été décerné en 1959, et le prix Nobel de la paix, lui est remis à Oslo le 10 décembre 1989. Dernier en date, le prix Templeton, d'un montant de 1,1 million £ (environ 1,7 million USD) dont il fait don en totalité (1,5 million USD à Save the Children, Inde, une organisation à la pointe de la lutte contre la malnutrition et 200 000 USD pour le Mind and Life Institute) 
Voici, classés par domaines et par date, certains des prix et honneurs qu'il a reçus : 

## Prix humanitaire
- La médaille Albert Schweitzer pour les efforts humanitaires de l'Austrian Albert Schweitzer Society (OASG) le 24 novembre 2013[3] présentée par Yoshihiko Okabe (uk) à Kyoto en 2014.
- Alexandra Tolstoy Humanitarian Award (Tolstoy Foundation (en)), 2001[4]
- Prix humanitaire du Centre Simon-Wiesenthal, 1996[5].

## Citoyen d'honneur
- Citoyenneté honoraire de Milan en 2012, il reçut le prix le 20 octobre 2016[6].
- En 2012, ville d'Huy en Belgique[7].
- Fin juillet 2009, ville de Varsovie en Pologne[8].
- Le 9 février 2009, Rome, en Italie[9].
- Le 10 février 2009, Venise, par la volonté de son maire, Massimo Cacciari, en Italie[10],[11]. La décision datait du 29 juillet 2008[12].
- Le 23 juin 2008, Wrocław en Pologne[13].
- Le 21 avril 2008, le Conseil de Paris le fait citoyen d'honneur de la ville, le même jour que Hu Jia[14].
- Citoyenneté honoraire du Canada en 2006[2].
- Citoyenneté honoraire d'Ukraine, lors de l'anniversaire du prix Nobel, le 9 décembre 2006[2].
- Citoyenneté d'honneur de Palerme en 1996[15].
- Clés de la ville de New York, du maire Bloomberg, le 25 septembre 2005[2].
- Clés de la ville de Los Angeles, du maire Bradley en septembre 1979.
- Clés de la ville de San Francisco, du maire Feinstein, le 27 septembre 1979.

## Docteurhonoris causa

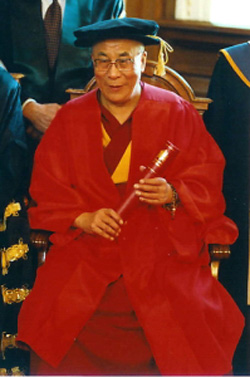
Photo antérieure au 17 juin 2008

- Docteur honoris causa de la Lovely Professional University (en) le 14 novembre 2015[16].
- Docteur honoris causa de l'université d'État de Touva le 21 décembre 2011 présenté par Telo Rinpoché[17]
- Docteur honoris causa de l'université Jagellonne de Cracovie, le 8 décembre 2008[18].
- Docteur honoris causa de la London Metropolitan University, le 20 mai 2008[19].
- Docteur honoris causa ès humanités de l'université de Washington en avril 2008[2].
- Docteur honoris causa en chimie et pharmacie de l'université de Münster, le 20 septembre 2007[2].
- Docteur honoris causa de l'université Southern Cross, le 8 juin 2007[2].
- Presidential Distinguished Professorship (professeur éminent) de l'université Emory en février 2007[2].
- Docteur honoris causa ès humanités de l'université de Buffalo de New York en septembre 2006[2].
- Honorary Fellowship (professeur honoraire) de l'Université John Moores de Liverpool 27 mai 2004[2].
- Docteur honoris causa de l'université de San Francisco, le 5 septembre 2003[20].
- Docteur honoris causa de l'université de Tromsø, le 5 décembre 2001[2].
- Médaille de l'université de Californie à Berkeley, le 20 avril 1994[2].
- Docteur ès lettres de l'université hindoue de Bénarès en 1957[2].

## Droits de l'homme

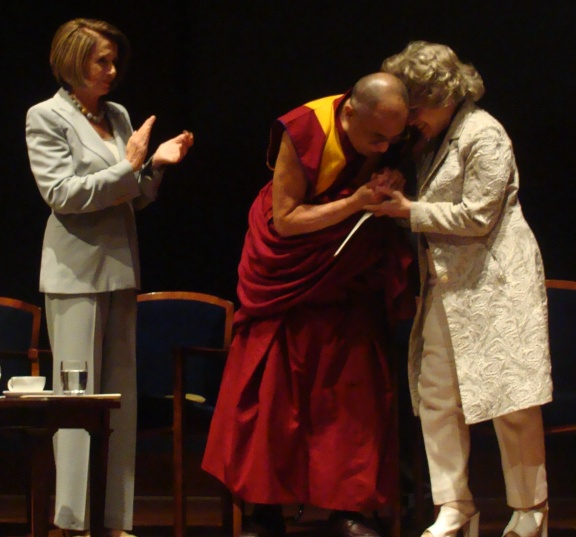
Au côté de Nancy Pelosi, le 14e dalaï-lama et Annette Lantos, veuve de Tom Lantos.

- Le prix Shine a Light on Human Rights d'Amnesty International USA le 4 mai 2011[21].
- Premier récipiendaire du prix de la Fondation Lantos pour les droits de l'homme et la justice, il lui est donné le 6 octobre 2009[22] par Nancy Pelosi.
- Prix des droits de l'homme Jaime Brunet, le 9 octobre 2003[2].
- Prix de la Ligue internationale des droits de l'homme, le 19 septembre 2003[2].
- Prix des droits de l'homme Raoul Wallenberg du Congressional Human Rights Caucus, le 21 juillet 1989.
- Le prix de la Mémoire de la Fondation Danielle Mitterrand, le 4 décembre 1989[2].

## Paix et non-violence
- KISS Humanitarian Award le 21 novembre 2017[23]
- Le 22 septembre 2010, le dalaï-lama a reçu le prix Menschen in Europa des mains de Roland Koch, un homme politique allemand engagé dans la cause tibétaine, à Passau en Allemagne[24].
- Prix Manhae pour la paix, 2005.
- World Security Annual Peace Award de la Lawyers Alliance for World Security, le 27 avril 1994[2], qu'il reçoit à cette date[25] au siège de Lawyers Alliance à New York et prononce un discours sur les défis du XIXe siècle et l'avenir du Tibet auquel assiste le sénateur de Rhode Island Claiborne Pell, qui demande et obtient la reproduction du discours dans Congressional Record[26].
- Peace and Unity Award de la National Peace conference, le 23 août 1991[2].
- Prix Nobel de la paix, attribué le 5 octobre[27] et décerné le 10 décembre 1989 à Oslo, « pour sa lutte non-violente pour la libération du Tibet, basée sur la tolérance et le respect mutuel »[28].
- prix Albert Schweitzer, 18 septembre 1987[29]
- Gold Mercury International Award (en), 31 mars 2025 à Dharamsala[30].

## Liberté
- Médaille de la Liberté de Philadelphie, le 25 octobre 2015[31]
- Four Freedoms Award de l'Institut Franklin et Eleanor Roosevelt, le 4 juin 1994[2].
- Advancing Human Liberty de la Freedom House, le 17 avril 1991[2].

## Environnement
- Earth Prize de l'United Earth and U.N. Environmental Program, le 5 juin 1991[2].
- Le Prix Nobel de la paix, le 10 décembre 1989 à Oslo, souligna aussi ses propositions constructives et tournés vers l'avenir concernant les problèmes environnementaux globaux[28].

## Religion
- Le tout premier prix interreligieux de l'université Guru Nanak (Hofstra University Guru Nanak Interfaith Prize), le 24 mars 2008[32].
- Le IARF Albert Schweitzer Award (prix Albert Schweitzer de l'association internationale pour la liberté religieuse) en 2010[33]
- En 2012, il reçoit le prix Templeton, d'un montant de 1,1 million £ (environ 1,7 million USD) dont il fait don en totalité (1,5 million USD à Save the Children, Inde, une organisation à la pointe de la lutte contre la malnutrition et 200 000 USD pour le Mind and Life Institute)[34].

## Divers
- Le prix allemand des médias en Allemagne, le 11 février 2009[35],[36].
- Life Achievement Award de l'Hadassah Women's Zionist Organization, le 24 novembre 1999[2].

- Membre d'honneur du Club de Budapest[37].
- En janvier 2016, un prix pour sa contribution exceptionnelle au développement de la médecine tibétaine lui a été remis par Dugarov Bilikto, Directeur Général de LLC Green Lotus à Moscou par l'intermédiaire du Bureau du Tibet de Russie[38].